# 高見城
高見城（たかみじょう）は、埼玉県比企郡小川町高見（武蔵国比企郡）にあった中世の日本の城（山城）。四津山城ともいわれる。

## 概要
東武東上本線小川町駅の約3.5km北方、比企丘陵最北部の丘陵部・四津山（標高197m、比高100m）に築かれた山城である。山頂部全体を城郭化しており、南北約174m・東西54mに広がる。北から三ノ郭・ニノ郭・本丸が並ぶ。本丸は山稜最高部であり、現在は四津山神社が建っている。北側が搦手口、南側が大手口とみられる。
築城時期は不明。ただし『青木家家譜』に、治承4年（1180年）青山城主・青山氏久配下の石井九郎右衛門政綱が居住したとある（『小川町史』）。これが城のはじめとみられる。戦国時代に入ると、長享元年（1487年）没の増田四郎重富がここに居住したと『新編武蔵風土記稿』にあり、増田氏が城主であったらしい。その後、山内上杉氏方の属城・鉢形城の支城となっていたとみられ、長享2年（1488年）の扇谷上杉氏・山内上杉氏が戦った高見ヶ原合戦（第一次）で、この城は東側の今市台地に陣取った山内上杉方の背後を守る役割を果たしたと考えられる（『日本城郭大系』）。また明応3年（1494年）の第二次高見ヶ原合戦でも、この城は使用されたとみられる。ただし高見城での戦いの記録は無い。